# Tool
Tool är ett amerikanskt rockband bildat i Los Angeles 1990. Deras sound har beskrivits som "malande, post-Jane's Addiction heavy metal" såväl som "ett okonstlat sound så särpräglat att det är stötande".  De är kända för ovanliga texter, ofta naturspiritistiska eller primala och låtar som innehåller "komplexa rytmändringar, spöklika röster och ett våldsamt anfall av ändringar i dynamiken" vilket manifesteras i långa låtar. De flesta av deras musikvideor innehåller stop motion-animering skapade av Fred Stuhr (1967-1997) och gitarristen Adam Jones, i en Brothers Quay-liknande stil som tenderar att förstärka bilden av Tool som ett "mörkt" band.
Musiken är influerad av Led Zeppelin, Pink Floyd, King Crimson, Rush och Yes, bland flertalet andra, medan de i sin tur har blivit listade som influenser för band inom olika musikgenrer som konst-, alternativ-, math- och progressive rock, såväl som heavy metal och triphop.

## Historik

### De tidiga åren (1990–1995)
Tool grundades som ett litet fritidsprojekt år 1990 när Danny Carey och gitarrist/basisten Paul d'Amour träffade Adam Jones och Maynard James Keenan.
Tool blev kända redan efter sitt första album, Opiate (1992), som lånade namnet från Karl Marxs berömda citat: "Religion är ett opium för folket." Den 6 låtar långa EPn innehöll bl.a. "Hush" och "Opiate" som snabbt blev populära. Till "Hush" gjordes en musikvideo.
Tool släppte sitt första fullängds-album, Undertow (1993). Bandet började turnera med sina kompisar i Rollins Band, Fishbone och Rage Against The Machine. Slutligen blev de bokade att spela på huvudscenen på Lollapalooza-festivalen 1993. Detta hjälpte till att öka Undertows popularitet och albumet blev en guldskiva. Så småningom sålde den tillräckligt för att bli dubbelt platina 14 maj 2001.
Bandet fick även negativ kritik. När singeln "Prison Sex" (med tillhörande musikvideo) släpptes år 1994 regisserad och skapad av Adam Jones, blev bandet synat i sömmarna av den kanadensiska grenen av MuchMusic över att videon var för explicit och stötande. Den mest uppenbara tolkning av texten rör sig kring sexuellt utnyttjande av minderårig och även videon speglar detta symboliskt. Maynard James Keenan, som skrev texterna, har varit tydlig angående sin antipati mot sin styvfar under tidiga intervjuer och var därför tvungen att förklara sitt förflutna och sin barndom under ett möte med MuchMusic. MuchMusic Canada talade aldrig med Jones om musikvideon.
En annan incident ägde rum på "Scientology Celebrity's Centre" i maj 1993:
"Tool spelade på Scientology Celebrity's Centre, tydligen ovetande om att detta var sektens hem. Så fort de fick reda på detta, reagerade bandet aggressivt. Mellan låtarna stirrade Keenan först på de lyxiga markerna betalda av L. Ron Hubbards följeslagare, och sedan i ögonen på sin publik, och ylade i micken som ett får letande efter sin herdes grind. 'Bääää! Bääää!' bräkte sångaren." (BAM Magazine november, 1994).
I september 1995 hoppade d'Amour av och ersattes av den engelske basisten Justin Chancellor som då nyligen hade slutat i sitt band Peach - ett engelskt band som Tool tidigare hade turnerat med i Europa. Detta skedde när Tool hade spelat in lite drygt en låt på sitt andra album.

### Ænima, rättstvister,A Perfect CircleochSalival(1996–2001)
Några månader senare i oktober 1996, släppte Tool Ænima. Även denna gång hade de svårt att få en singlarna spelad i TV, denna gång var det "StinkFist", som först blev nedkortad för radiobruk. MTV America bytte namnet på låten till "Track #1" på grund av stötande bibetydelser. Ett överväldigande gensvar från fansen fick de flesta radiostationerna att spela låten oklippt. Ænima var tillägnat satirikern Bill Hicks, som dog två och ett halvt år innan albumet släpptes. Några Hicks-föreställningar är inkluderade på Ænima och Undertow, med många sketcher om psykoaktiva droger och ett klipp med ett bräkande får. Tool fick även textbiten "Learn to swim, I'll see you down in Arizona Bay," (refrängen i låten "Ænema") från en annan populär Bill Hicks-sketch som handlade om hans ogillande av Los Angeles. Efter Ænima skulle det dröja fem år till nästa studioalbum, Lateralus.
År 1997 föregav Volcano Records kontraktsbrott mot Tool och stämde dem. Tool diskuterade erbjudanden från andra musikbolag, vilket inte var tillåtet enligt Volcano. Efter att Tool i sin tur stämde dem med argumentet att Volcano hade missat att förnya kontraktet nåddes förlikning i domstol. Volcano gick med på ett nytt kontrakt, ett tre-albums-kontrakt. Detta rättsliga bråk skapade en stor press på bandet och försenade deras arbete med nästa album. Under denna tid skapade Keenan ett nytt band, A Perfect Circle, med Tools gitarrtekniker Billy Howerdel.
Rykten om att Tool skulle splittras spreds tills bandet bestämde sig för att släppa film-boxen Salival år 2000, något som satte stopp åt ryktena. Boxen innehöll inspelningar av inte tidigare släppta låtar och B-sidelåtar, däribland en ny version av "Pushit" som blev populär hos fans och en cover till Led Zeppelins "No Quarter". Även fyra av bandets videor, "Stinkfist", "Ænema", "Prison Sex" och "Sober", fanns med. Dvd:n innehöll även en bonusvideo av låten "Hush", från Opiate. Trots att detta album tekniskt sett inte hade några singlar så hittades den gömda låten "Maynard's Dick" och började spelas på FM-radio helt utan tillåtelse.

### Lateralusoch uppträdanden (2001–2005)
I januari 2001 började rykten spridas om att bandet skulle släppa sitt nya album, Systema Encéphale, tillsammans med en låtlista full av mystiska och skumma latinska ord. Som förväntat började fildelningsprogram så som Napster att bli översvämmade med felaktiga filer som var förklädda till dessa låtar. Tool uttalade sig kritiskt om fildelningsprogram i och med den negativa effekten de ger mindre artister som är beroende av framgång i sin försäljning för att kunna fortsätta sin karriär.
Endast en månad senare avslöjade de att albumet egentligen skulle heta Lateralus. Lateralus innehåller låtar som är i genomsnitt sex och en halv minuter långa, svårhanterligt även för de mest ambitiösa discjockeyer. Musikvideon för låten "Parabola" är tio och en halv minuter lång, vilket gör den svårspelad på mainstream-kanaler som MTV. Albumet blev en kommersiell framgång världen över.
Efter turnén blev bandet mer inaktivt, men inte helt. Medan Keenan spelade in och turnerade med A Perfect Circle, släppte de andra bandmedlemmarna en officiell intervju ledd av Blair McKenzie Blake  där de svarade på många frågor om sitt nästa album, framtida dvd-utgåvor, och den nya stilen på sin musik.
Sedan dess har medlemmar i Tool Army fått tillgång till inspelningar av när de tre bandmedlemmarna jammar på lite nytt material, och även ett erbjudande om att köpa en av de tre hundra försläppta och autograferade kopiorna av "Dubbelvinyl fyr-bilds-skiv"-version av Lateralus, som officiellt var släppt den 23 augusti 2005.
Den 20 december blev två dvd:s släppta, den ena innehöll singeln "Schism" och den andra "Parabola". Båda dvd-skivorna hade en musikvideo för varje singel, tillsammans med kommentarer, och även en remix av varje låt gjord av Lustmord, tillsammans med ett klistermärke som sade att det nya Tool-albumet skulle att vara ute våren 2006. Båda dvd-singlarna släpptes den 9 januari 2006 i Europa

### 10,000 Days(2006–idag)
Den 29 januari 2006 slutförde Tool inspelningen av albumet 10,000 Days, som släpptes den 2 maj 2006 i större delen av Europa. Turné-vännerna Fantômas och svenska Meshuggah har, såväl som Radiohead, nämnts som influenser. Eftersom medlemmarna i Tool undviker media och sällan ger intervjuer, finns det dock lite bevis för detta.
Den 20 december 2005 släpptes två dvd:er. Den ena innehöll musikvideon för singeln "Schism", och den andra för "Parabola". På varje dvd fanns även dubbla kommentarspår och varsin remix av respektive låt av Lustmord. Dvd-singlarna släpptes den 9 januari 2006 i Europa.

## Gruppnamnet
Namnet "Tool" föregavs av trummisen Danny Carey i en intervju år 1994 och menade att bandet fungerade som ett verktyg för sina fans med vilket de skulle komma att förstå lakrymologi, en pseudofilosofi som skulle ha grundats 1949 av Ronald P. Vincent sedan hans hustru hade dött i en snöplogsolycka. Mer troligt är det att bandet kom på det här själva för att kunna skapa en unik bakgrund för sin egen tro.
Lakrymologin förkunnar att gråta är det bästa sättet att släppa ut sina känslor på och att gråt skulle uppmuntras som terapi. Tools texter uttrycker ofta detta i deras öppna känslor om ilska och frustration. Folk som signerar lakrymologi tror ofta att man bara genom smärta (både fysisk och psykisk) och återhämtning, kan utveckla sig själv, genom att använda lite av en "allt som inte dödar mig gör mig starkare"-mentalitet.
Andra teorier om ursprunget hos Tools namn inkluderar ett smeknamn för "brown-nosing" eller potentiellt självgoda meniga. Maynard James Keenan gick på United States Military Academy i West Point, New York, och den första låten på Undertow (som heter "Intolerance") refererar till en militärisk hedersregel som tillrättavisar alla meniga, och som "verktygen" följer bokstav för bokstav: "En menig ska inte ljuga, fuska eller stjäla, och kommer inte tolerera de som gör så." I samma stil skapade bandet en mellanlåt ("Useful Idiot") för Ænima - en term som används för att beteckna interna oliktänkande som ses förenkla saker och ting för en fientlig styrka (illustrativt men med tvivelaktig trovärdhet, sägs det att Lenin har refererat den västliga kommunistsympatisörerna som sina "useful idiots").
Baserat på en av bandets tidiga logotyper och en humoristisk B-sida, har en del föreslagit att namnet kommer från ett slang för manliga genitaler.

## Medlemmar

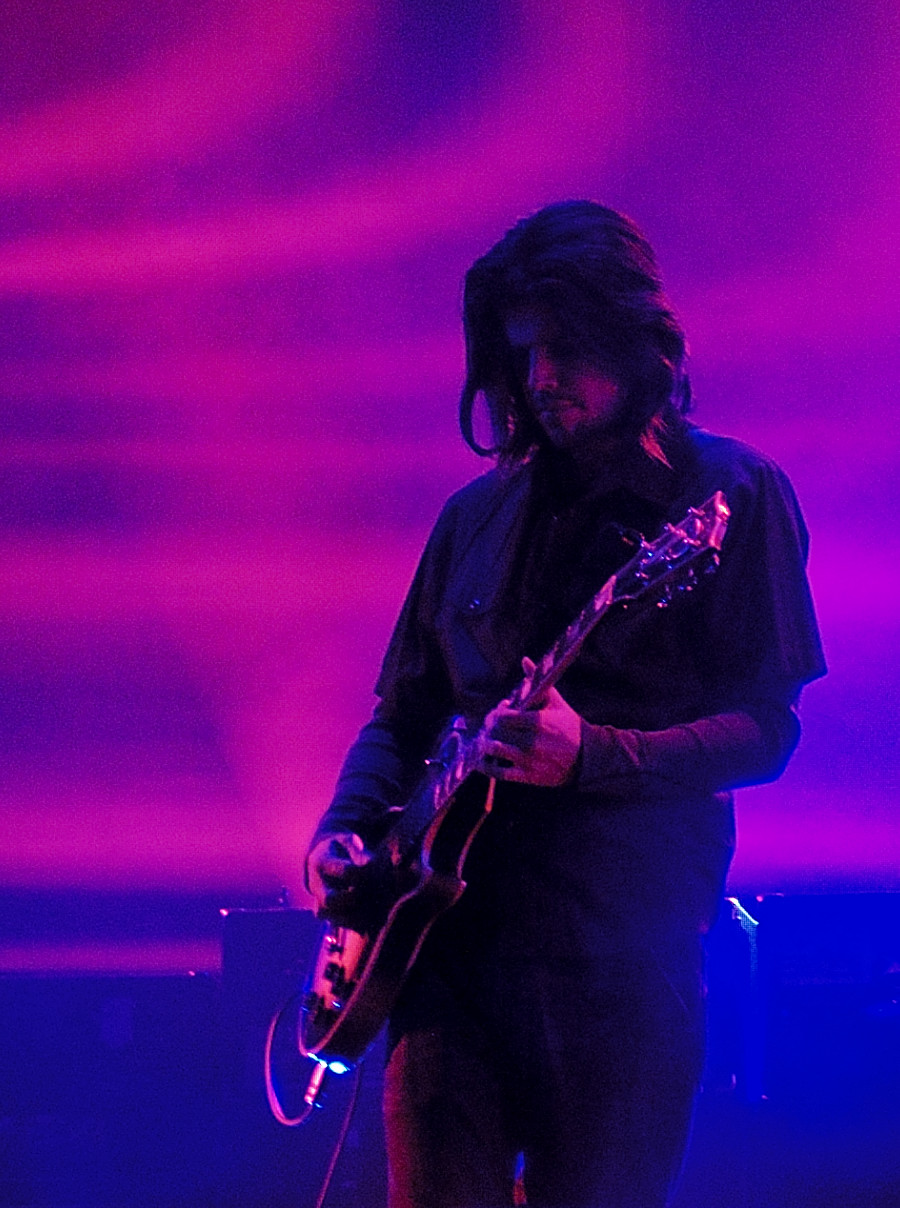
Adam Jones

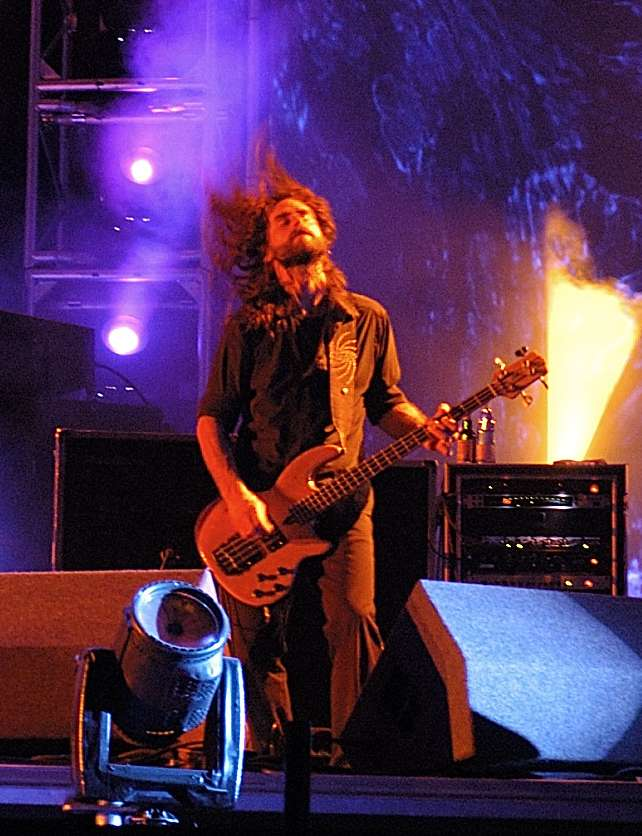
Justin Chancellor

### Nuvarande medlemmar
- Maynard James Keenan – sång (1990– )
- Adam Jones – gitarr (1990– )
- Danny Carey – trummor (1990– )
- Justin Chancellor – basgitarr (1995– )

### Tidigare medlemmar
- Paul D'Amour – basgitarr (1990–1995)

### Sidoprojekt
Alla medlemmarna i Tool har sina egna sidoprojekt som existerar både medan och efter Tools egna tid för inspelning och turnering. Det mest anmärkningsvärda är Maynard James Keenans band A Perfect Circle, som grundades under rättsjippot som Tool hade med sitt skivbolag på sent 90-tal. A Perfect Circle har sedan dess blivit ett eget band och Maynard har tillbringat mycket tid med dem. 2006-09-30 bekräftade Maynard ytterligare ett projekt på A Perfect Circles webbplats, och Puscifer föddes. Danny Carey spelar trummor i både Pigmy Love Circus och Volto!. Adam Jones har gjort flera samarbeten med The Melvins och Adrian Belew, såväl som att regissera och designa konst för band som Peach. Bredvid samarbeten med andra musiker så har Justin Chancellor sin egen bokaffär, kallad Lobal Orning, som han sköter med hjälp av sin fru.

### Gästmusiker
Dessa artister har spelat med Tool på deras föreställningar.
- Mike Bordin (Trummor) (Faith No More, Ozzy Osbourne)
  - Spelade "Triad" med Tool under deras föreställning i Donington, 2002
- Dale Crover (Trummor) (The Melvins)
  - Spelade "Triad" med Tool under den australiska delen av Tools 2002-turné
- Aloke Dutta (Tabla)
  - Spelade "Pushit" med Tool på deras miniturné, våren 1998
- Robert Fripp (Gitarr) (King Crimson)
  - Spelade sina egna riff mellan låtarna på Tools scen under Tool/King Crimsons miniturné år 2002; ibland spelade han med Adam och Justin; och ibland var han kvar på scenen och spelade sin grej medan Tool började på nästa låt
- Pat Mastelotto (Trummor) (King Crimson)
  - Spelade "Triad" på scen några gånger under Tool/King Crimsons miniturné år 2002.
- Tomas Haake (Trummor) (Meshuggah)
- Hawkman (Sång)
  - Sjöng "Reflection" med Tool under USA-turnén år 2002
- Dave Lombardo (Trummor) (Slayer)
- King Buzzo (Gitarr) (The Melvins)
  - Spelade med Tool flera gånger, inkluderat en cover av Ted Nugents "Stranglehold" och en cover av Peachs "You Lied"
- Mike Patton (Synthesizer) (Tomahawk, Fantômas; tidigare från Faith No More och Mr. Bungle)
- Scott Reeder (Elbas) (Kyuss)
  - Spelade Kyuss låt "Demon Cleaner" med Tool flera gånger
- Zack de la Rocha (Sång) (Rage Against the Machine)
- Layne Staley (Sång) (Alice In Chains)
  - Sjöng "Opiate" med Tool på deras konsert i Hollywood i maj 1993
- Statik (Maskiner) (Collide)
  - Spelade "Triad" med Tool flera gånger
- Tricky (Keyboard, Sång)
  - Spelade/sjöng "Opiate" med Tool under deras USA-turné år 2002
- Pearl Jam
  - Spelade låten "Evenflow" tillsammans med Tool under en konsert.
- A Perfect Circle
  - Tool spelade The Cure-covern "Love song" tillsammans med (?) Maynards band A Perfect Circle under en konsert.

## Diskografi

### Studioalbum och EP
| År   | Titel         | Skivbolag                                     | Anmärkningar                     |
| ---- | ------------- | --------------------------------------------- | -------------------------------- |
| 1992 | Opiate        | Zoo/BMG/Volcano: USA                          | EP                               |
| 1993 | Undertow      | Zoo/BMG/Volcano: USA                          |                                  |
| 1996 | Ænima         | Zoo/Volcano/BMG: USA                          |                                  |
| 2000 | Salival       | Volcano II/Tool Dissectional: USA             | cd/dvd/vhs boxset, samlingsalbum |
| 2001 | Lateralus     | Volcano II/Tool Dissectional: USA             |                                  |
| 2006 | 10,000 Days   | Volcano II/Tool Dissectional: USA             | Släpptes 2 maj 2006              |
| 2019 | Fear Inoculum | Volcano II/Tool Dissectional: USA/RCA Records |                                  |

### Singlar
| År   | Titel                           | Skivbolag                        | Anmärkningar                                   |
| ---- | ------------------------------- | -------------------------------- | ---------------------------------------------- |
| 1993 | Prison Sex                      | Zoo/BMG: DE                      | 4-Track Slimline Jewelcase                     |
| 1993 | Prison Sex                      | Zoo/BMG: UK                      | 4-Track Slimline Jewelcase; 4-Track Grey Vinyl |
| 1994 | Prison Sex                      | Zoo/BMG: AU                      | 5-Track Cardsleeve                             |
| 1994 | Sober                           | Zoo/BMG: DE                      | 3-Track Slimline Jewelcase                     |
| 1993 | Sober                           | Zoo/BMG: UK                      | 3-Track Picture Disc Vinyl                     |
| 1994 | Sober - Tales From The Darkside | Zoo/BMG: Dutch                   | 9-Track Slimline Jewelcase                     |
| 1994 | Sober                           | Zoo/BMG: AU                      | 3-Track Cardsleeve                             |
| 2005 | Schism                          | Volcano II/Tool Dissectional: US | Dvd; Tri-Fold Digipak                          |
| 2005 | Parabola                        | Volcano II/Tool Dissectional: US | Dvd; Tri-Fold Digipak                          |

### Andra utgåvor
| År   | Titel | Skivbolag | Anmärkningar |
| ---- | ----- | --------- | ------------ |
| 1991 | 72826 | Toolshed  | demo-EP      |

## Kuriosa
- Bandets radiosinglar och medkommande musikvideor inkluderar: "Hush" från Opiate, "Sober" och "Prison Sex" från Undertow, "Stinkfist" och "Ænema" från Ænima, samt "Schism" och "Parabola" från Lateralus. "Hush" är den enda videon där bandmedlemmarna syns, men man kan även se dem i korta ögonblick i "Sober". Även om videorna främst är regisserade av gitarristen Adam Jones, så blev många skapade med hjälp av andra artister, så som Cam de Leon, Alex Grey och Bröderna Strause.
- De radiosinglarna som inte hade något musikvideo är: "Opiate" från Opiate, "Eulogy", "Forty-six & 2" och "H." från Ænima, samt "Lateralus" från Lateralus.
- Komikern Bill Hicks har influerat och är mycket respekterad av bandet. Klipp från hans komik finns med på "Third Eye" och på cdfodralet till Ænima finns en bild på honom med titeln Another Dead Hero. På det lentikulära fodralet på cd:n finns en bild av Kalifornien som sjunker ner i Stilla havet, vilket kommer från Bill Hicks hat mot Los Angeles, vilket inspirerade termen "Arizona Bay".